# 闪光弹

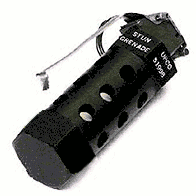
M84閃光彈

閃光彈（英文：Flash grenade、flashbang、thunderflash、sound bomb、stun grenade），又称震撼彈、致盲彈、眩目彈、眩暈彈等，是一种通过強光干扰目标視力的非致命性手榴彈，常作为戰術辅助工具使用。

## 工作原理
闪光弹在投掷并爆炸后，会通过燃烧金属鎂或鉀产生强烈的闪光和高分贝噪音，导致目标暂时性失明、耳聋、耳鸣，甚至可能引发内耳损伤，从而使目标丧失反抗或行动能力。例如，M84闪光弹含有镁和硝铵两种物质，能够在半径1.5米范围内产生170至180分貝的噪音，以及高达600万至800万燭光的强光。

## 应用场景
由于闪光弹在爆炸时几乎不会产生碎片，且伤害较为有限，因此被廣泛地被特种部队和特種警察部隊用於拯救人質等行动。除了对人员的暂时性瘫痪效果，闪光弹还可以用于破坏坦克或其他装甲车辆的光學设备，削弱其探测或视距能力。

## 种类
闪光弹的种类多样，除了基本款式外，还包括具备连续闪光功能的连环闪光弹，以及朝单一方向定向释放能量的定向辐射性闪光弹等类型，能够根据不同战术需求灵活运用。